# Reality (film 2012)
Reality è un film del 2012 diretto da Matteo Garrone.
Il film è ispirato alla vera storia dell'allora cognato di Garrone (il fratello della sua ex compagna), che nella realtà svolgeva la professione di pescivendolo e cercò di sfondare nel mondo dello spettacolo tramite il Grande Fratello.

## Trama
Luciano è un pescivendolo napoletano che occasionalmente si dedica, anche con la moglie, a un traffico illegale di robot da cucina. Dotato di una particolare vena comica, spesso si esibisce davanti ai clienti della sua pescheria o in occasione di eventi particolari, come i matrimoni. Un giorno, spinto dalla famiglia, partecipa ai provini per entrare nella casa del Grande Fratello. Da quel momento vive l'attesa come un'ossessione, fino a che la sua percezione della realtà non è più la stessa e la paranoia e la follia prendono il sopravvento su di lui.

## Produzione
Le riprese hanno avuto luogo in massima parte nell'area vesuviana, in location quali la Villa Pignatelli di Montecalvo (dove abita Luciano), la Villa Pignatelli di Monteleone (dove Luciano ha la pescheria), la Chiesa dei Santi Marcellino e Festo. Le scene iniziali del film, quelle del matrimonio, sono girate all'albergo La Sonrisa di Sant'Antonio Abate, mentre il primo provino di Luciano è ambientato nel centro commerciale Vulcano buono.
L'attore protagonista, Aniello Arena, artisticamente è nato nella Compagnia della Fortezza di Armando Punzo, durante la sua detenzione nel carcere di Volterra
Il film è una produzione dal budget di 7.000.000€

## Distribuzione
Il film è stato presentato in concorso al Festival di Cannes 2012 il 18 maggio. Nelle sale italiane è uscito il 28 settembre 2012.
Ha incassato 4,6 milioni di euro in tutto il mondo.
In Italia ha incassato 2,1 milioni di euro.

## Promozione
In occasione del passaggio al Festival di Cannes, il 17 maggio 2012 è stato diffuso online il primo manifesto del film, che ritrae una veduta aerea della casa del Grande Fratello. Il 1º agosto 2012 è stato invece pubblicato il trailer ufficiale.

## Critica
Il Morandini attribuisce alla pellicola un giudizio di 3 ½ stelle su 5 riportando: «Il 7° film di Garrone comincia e finisce con 2 sequenze aeree, una in abbassarsi, l'altra in alzarsi. È una farsa tragicomica, che lui chiama fiaba, di un realismo magico. Ha un protagonista assoluto nel pescivendolo di Napoli Luciano Ciotola, interpretato da Arena, condannato nel 1991 come camorrista, rinchiuso nel carcere di Volterra e che, da 12 anni, fa l'attore nella Compagnia della Fortezza con la regia di Armando Punzo. Per compiacere la famiglia, Luciano fa un provino per "Il Grande Fratello". Supera 2 audizioni, ma la chiamata definitiva non arriva mai. Ne fa una malattia: vende il negozio, rompe con la moglie, passa le giornate davanti al televisore, regala ai poveri i suoi mobili, rinuncia alle sue piccole truffe e poco a poco si convince che la TV lo faccia spiare per controllare la sua sincerità. Nel finale tutt'altro che catartico si intrufola nella casa della trasmissione TV. È un grottesco che non fa ridere. Non ha nemmeno il cinismo irridente delle vecchie commedie di un Risi o di un Monicelli. C'è solo la constatazione di un populismo diffuso senza sensi di colpa, vicino all'ultimo Fellini e senza la malinconia di Eduardo De Filippo. Sembra scomparsa la differenza tra la realtà e la sua rappresentazione. Se noi guardiamo la TV, la TV guarda noi, e ci giudica. Grand Prix della giuria a Cannes».

## Premi e riconoscimenti
- 2012 - Festival di Cannes
  - Grand Prix Speciale della Giuria a Matteo Garrone
  - Nomination Palma d'oro a Matteo Garrone
- 2013 - David di Donatello
  - Migliore fotografia a Marco Onorato
  - Migliore trucco a Dalia Colli
  - Migliori acconciature a Daniela Tartari
  - Nomination Miglior regista a Matteo Garrone
  - Nomination Migliore sceneggiatura a Maurizio Braucci, Ugo Chiti, Matteo Garrone e Massimo Gaudioso
  - Nomination Migliore attore protagonista a Aniello Arena
  - Nomination Miglior colonna sonora a Alexandre Desplat
  - Nomination Migliore scenografia a Paolo Bonfini
  - Nomination Miglior montaggio a Marco Spoletini
  - Nomination Miglior sonoro a Luca Lovelli e Maricetta Lombardo
  - Nomination Migliori effetti speciali visivi a Wonderlab
- 2013 - Nastro d'argento
  - Migliore soggetto a Massimo Gaudioso e Matteo Garrone
  - Migliore attore protagonista a Aniello Arena
  - Migliori costumi a Maurizio Millenotti
  - Nomination Migliore scenografia a Paolo Bonfini
- 2013 - Globo d'oro
  - Nomination Migliore attore a Aniello Arena
  - Nomination Migliore fotografia a Marco Onorato
- 2013 - Ciak d'oro
  - Migliore fotografia a Marco Onorato[9]
  - Migliore scenografia a Paolo Bonfini[9]
  - Migliori costumi a Maurizio Millenotti[9]
  - Nomination Migliore sceneggiatura a Maurizio Braucci, Ugo Chiti, Matteo Garrone e Massimo Gaudioso
  - Nomination Migliore sonoro in presa diretta a Luca Lovelli e Maricetta Lombardo
  - Nomination Migliore montaggio a Marco Spoletini
- 2013 - Bobbio Film Festival
  - Premio Migliore Attore a Aniello Arena